# Redlove
Redlove ist eine neue Apfelsorte (Markteinführung 2010) und ein weltweit geschützter Markenname. Redloves sind rotfleischige Äpfel, die sich durch einen speziellen Geschmack, dunkelrote Fruchtfleischfarbe, pinke/dunkelrote Apfelblüten und aufgeschnitten durch ein herz-/sternförmige Musterung im Fruchtfleisch auszeichnen. Der englische Name ist zusammengesetzt aus Red und Love. Red/rot aufgrund des roten Fruchtfleischs und Love/Liebe aufgrund des herzförmigen Musters, das die Äpfel bei einem Längsschnitt zeigen. 

## Herkunft und Verbreitung
Gezüchtet wurden Redloves von Markus Kobelt im Kanton St. Gallen in der Schweiz. Markus Kobelt ist Besitzer einer Baumschule und Pflanzenzüchter im Bereich Beerenobst und Obstbäume. Die Züchtung der Redloves dauerte nach seinen Angaben etwa 20 Jahre, da die Sorte mit klassischen Züchtungsmethoden durch Kreuzen und Selektionieren erzeugt worden ist.
Anbaulizenzen für den Erwerbsanbau werden international verkauft (England, China, Südkorea, Afrika, USA).

## Sorten
Zum Zeitpunkt Januar 2017 sind sieben verschiedene Sorten bekannt:
«Redlove Era», «Redlove Circe», «Redlove Sirena», «Redlove Odysso», «Redlove Lollipop», «Redlove Kohlhaas», und «Redlove Calypso».
Durch das rote Fruchtfleisch bedingt, haben Redloves einen 30- bis 40-fach höheren Anthocyangehalt als herkömmliche Apfelsorten. Seit Januar 2017 ist die neuste Redlove-Sorte Kohlhaas erhältlich. Redlove Kohlhaas ist die mildeste Redlove. Die Sorte Sirena ist mittlerweile nicht mehr im Handel erhältlich. Alle Redlovesorten sind schorfresistent, an feuerbrandresistenten Sorten wird momentan gezüchtet. 

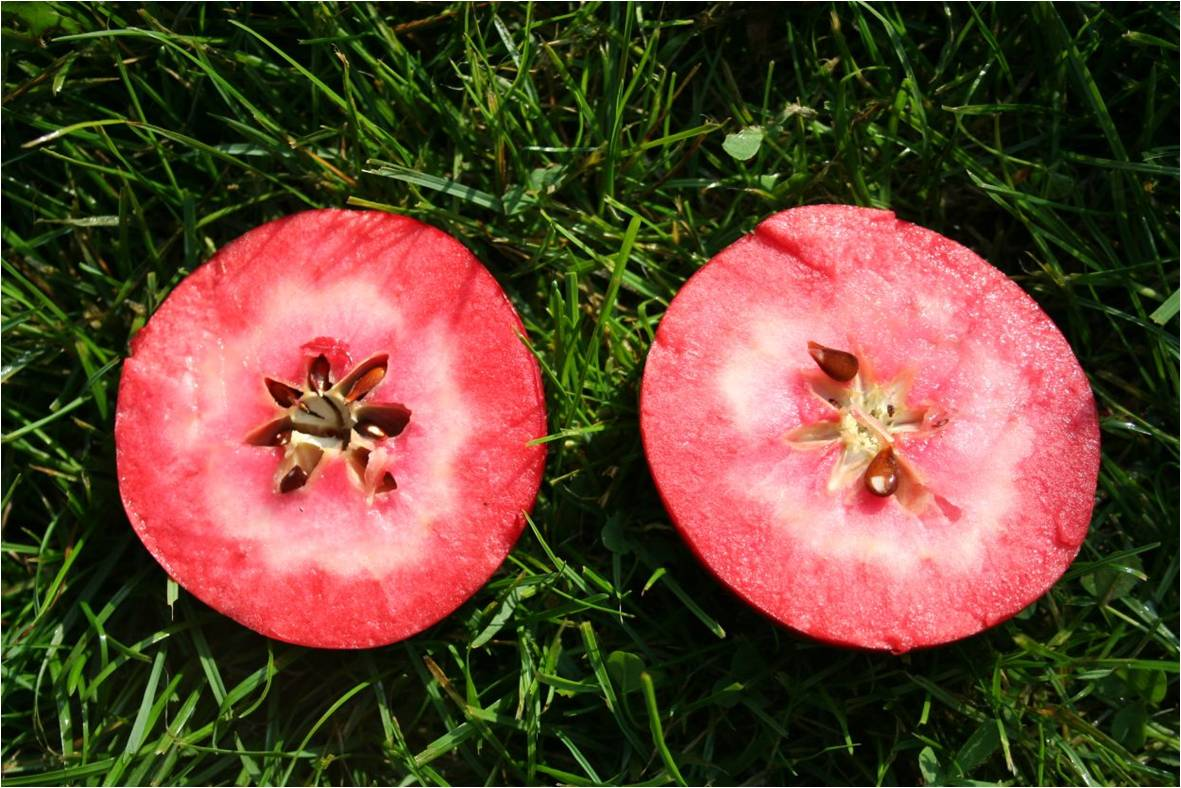
Aufgeschnittener Redlove Era im Gras
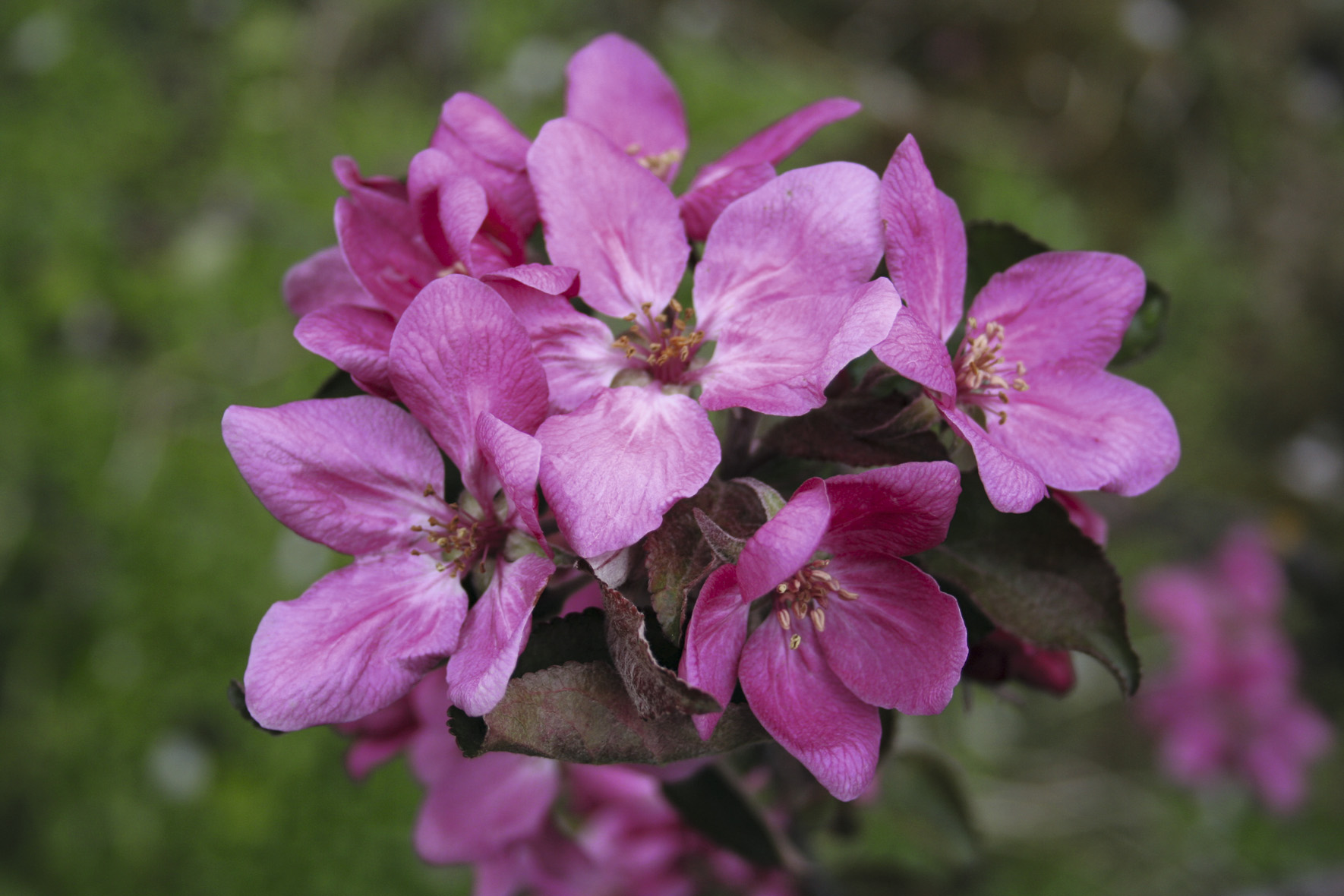
Pinke Apfelblüte des Redlove Circe
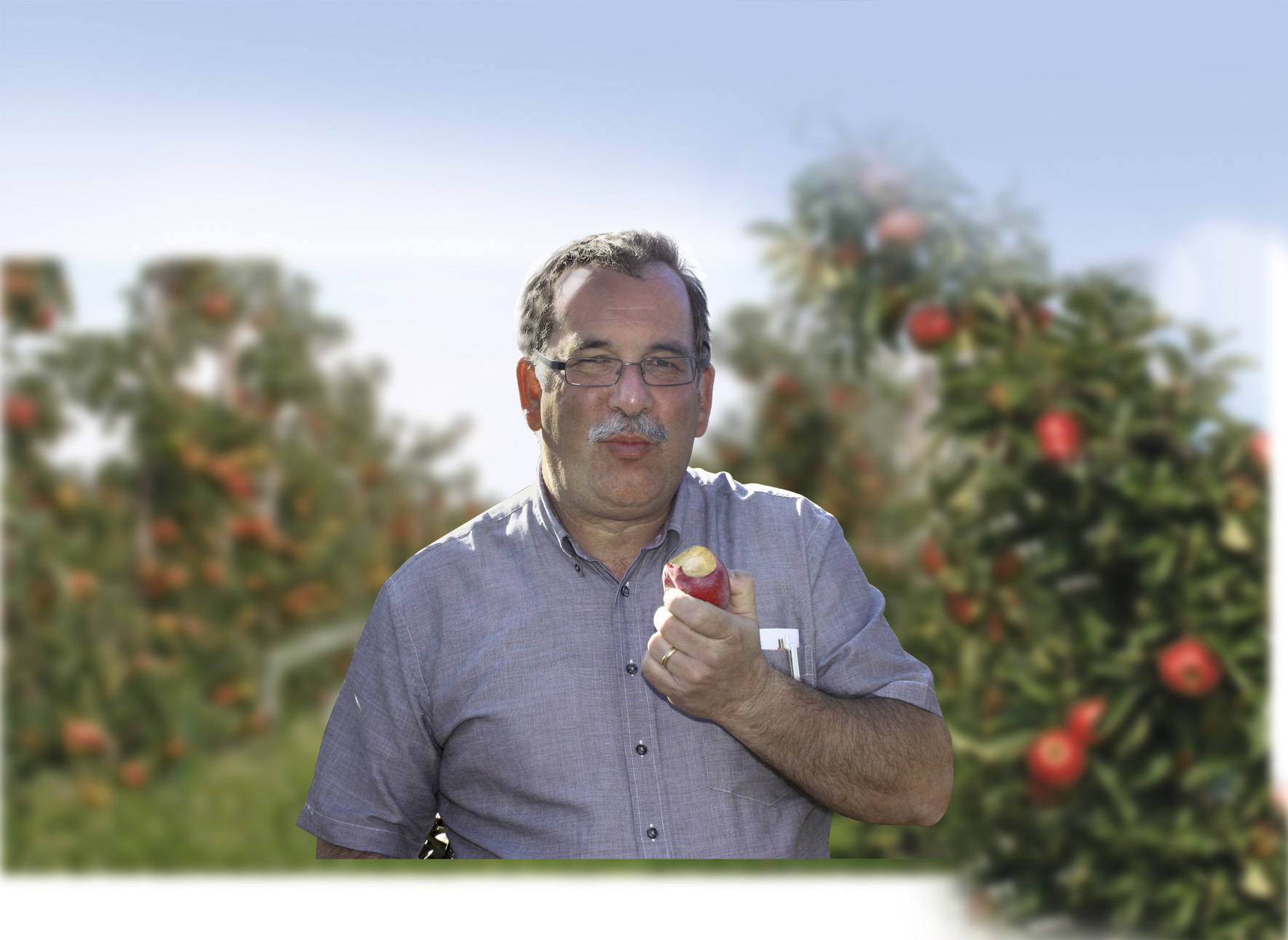
Markus Kobelt, Züchter der Redloves
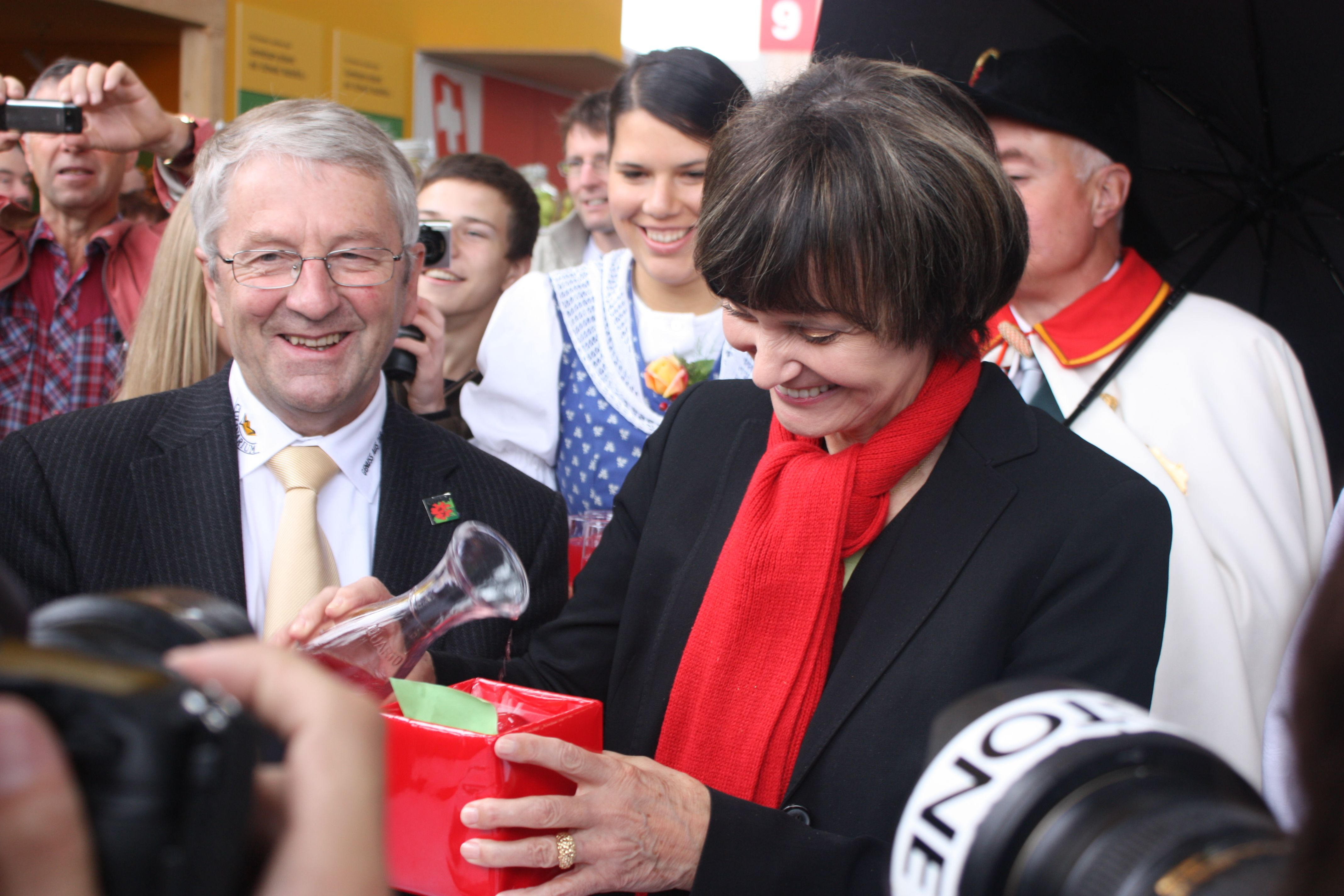
Die Schweizer Bundespräsidentin Micheline Calmy-Rey taufte den neuen rotfleischigen Apfel «Redlove Odysso» auf der OLMA 2011.